# Alexander Bonsor
Alexander George Bonsor, né le 7 octobre 1851 à Dorking dans le Surrey et mort le 17 août 1907 aux Pays-Bas, est un footballeur anglais ayant évolué au poste d’attaquant.
Il est une des premières stars des premières années du football. Il participe à la toute première finale de la coupe d'Angleterre de football et est sélectionné à deux reprises en équipe d'Angleterre de football.

## Sa carrière

### En club
Alexander Bonsor participe à la finale de la première coupe d'Angleterre de football en 1872. Il est membre de l'équipe du Wanderers Football Club, victorieuse de ce premier trophée. Il remporte aussi la coupe d'année suivante.
Bonsor apparait ensuite dans l'effectif de l'Old Etonians Football Club qui dispute la finale de la Cup en 1875. Il marque un but en finale mais son équipe doit concéder le match nul 1-1 contre le Royal Engineers AFC. La finale rejouée quelques jours plus tard est perdue sur le score de 2 à 0.
L'année suivante, Old Etonians se qualifie de nouveau pour la finale. Bonsor marque encore avant de faire de nouveau match nul contre son ancien club des Wanderers FC. Le match d'appui est de nouveau perdu, cette fois sur le score de 3 à 0.

### En équipe nationale
Alexander Bonsor est sélectionné à deux reprises en équipe d'Angleterre de football. Il est le seizième footballeur international anglais. Il joue ses deux matchs contre l'équipe d'Écosse de football. Le 3 mars 1873, il dispute le deuxième match international entre l'Angleterre et l'Écosse. Il y marque le deuxième but officiel de l'histoire du football international. Bonsor dispute son deuxième match international le 6 mars 1875 toujours contre l'Écosse.

## Palmarès
- Wanderers FC
  - Vainqueur de la Coupe d'Angleterre 1872 et 1873
- Old Etonians FC
  - Finaliste de la Coupe d'Angleterre 1975 et 1976